# Franziskaner der Immakulata

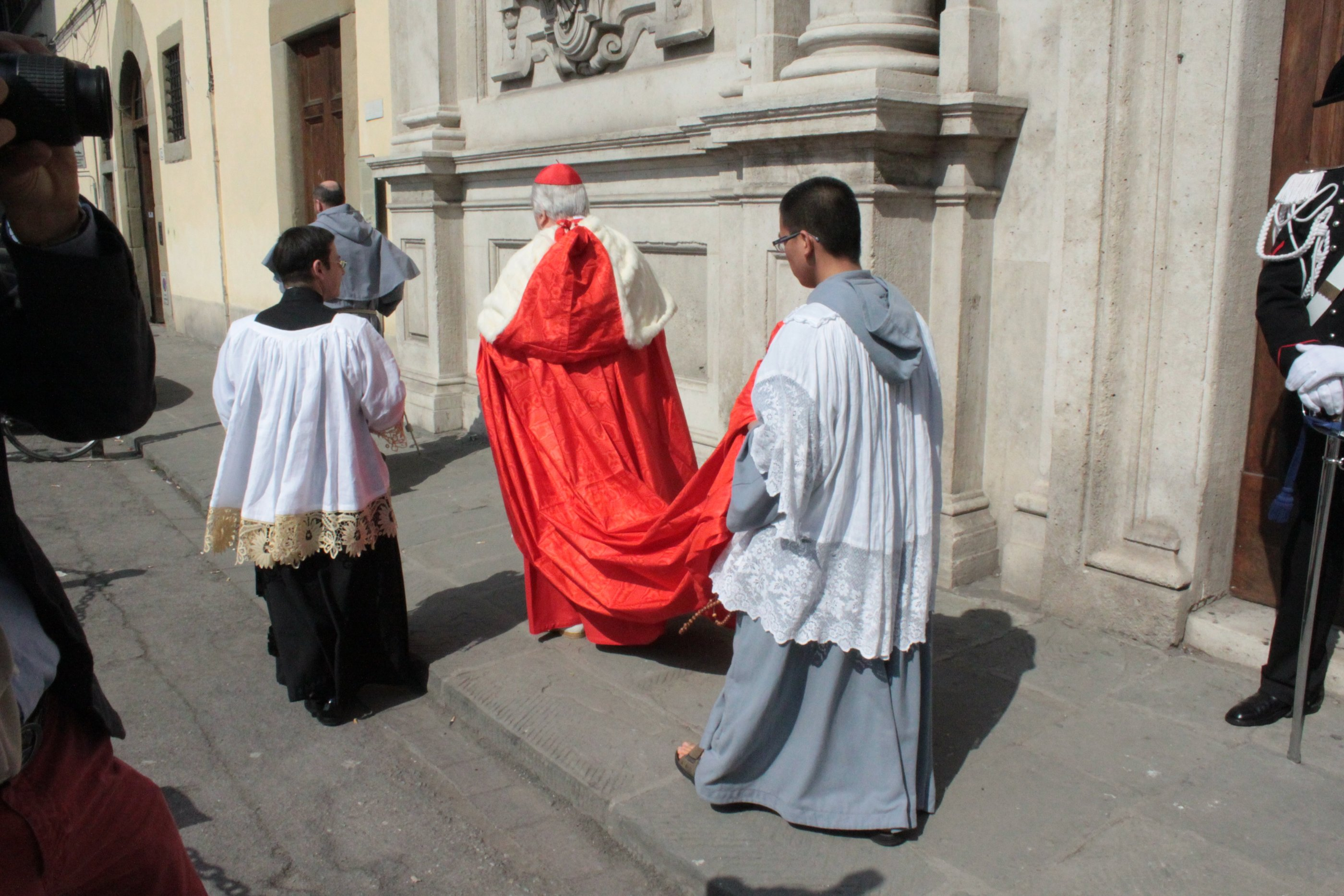
Ein Franziskaner der Immakulata bei einer Priesterweihe des Instituts mit Kardinal Rodé vor der Allerheiligenkirche Florenz

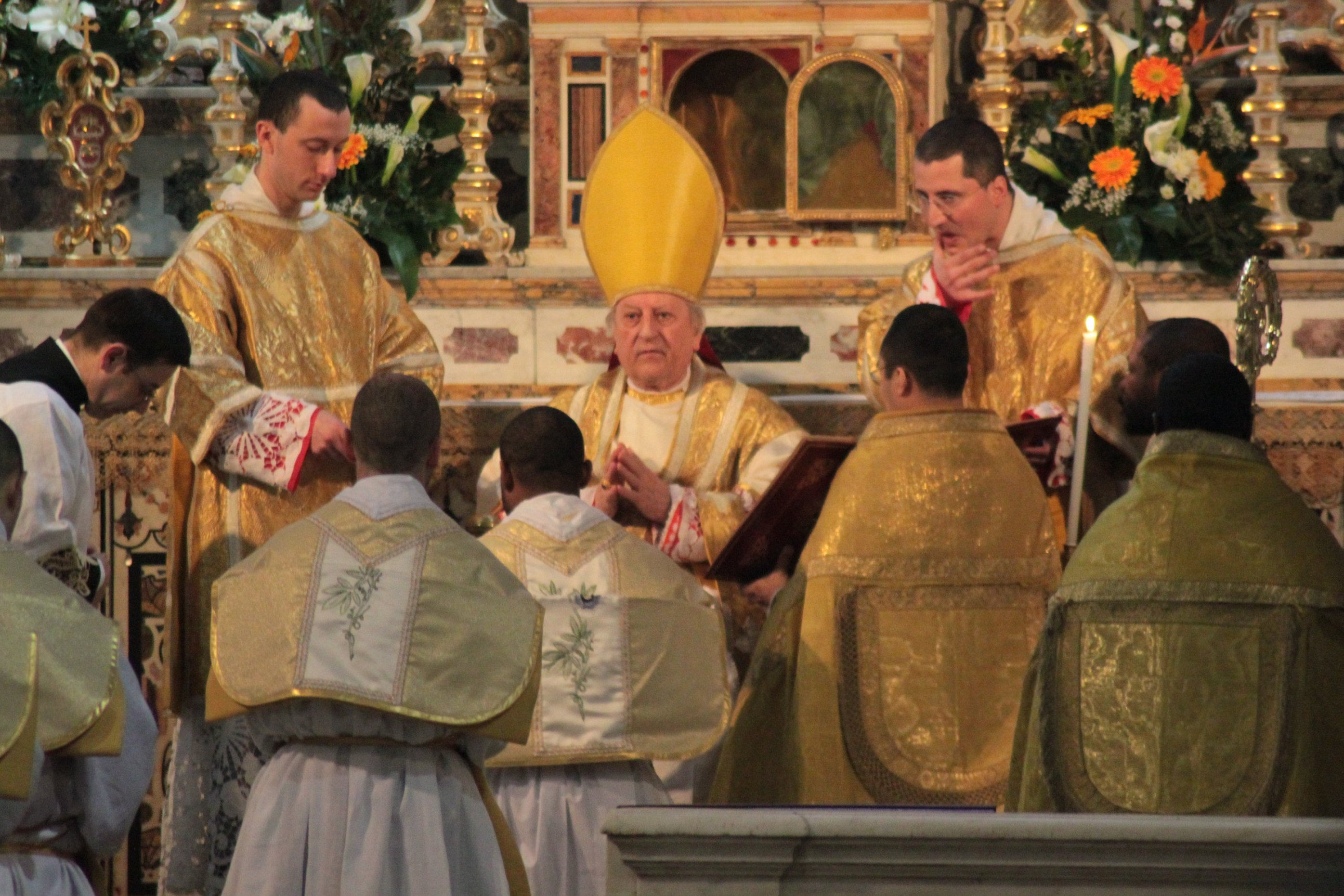
Priesterweihe durch Franc Kardinal Rodé

Die Franziskaner der Immakulata (lateinisch Congregatio Fratrum Franciscanorum Immaculatae, italienisch Frati Francescani dell’Immacolata, Ordenskürzel FFI oder FI) sind ein Institut des geweihten Lebens päpstlichen Rechts in der römisch-katholischen Kirche. Es wird gegenwärtig von P. Immacolato M. Acquali geleitet.

## Gründung und Spiritualität
Das Institut wurde von zwei Minoriten, Stefano Maria Manelli und Gabriel Maria Pellettieri, am 2. August 1970 gegründet. Die Franziskaner von der Immakulata leben nach der bullierten Regel des hl. Franziskus von Assisi. Papst Johannes Paul II. bestätigte das Institut zuvor bischöflichen Rechts am 1. Januar 1998. Das Institut ist marianisch ausgerichtet und steht daher unter dem Patronat der unbefleckt empfangenen Gottesmutter.
Zur Ordensfamilie der Franziskaner der Immakulata gehören auch die Franziskanerinnen der Immakulata (mit einem aktiven und einem kontemplativen Zweig), die Klarissen von der Immakulata, die Franziskaner-Tertiaren der Immakulata und die Franziskanischen Schwestern des dritten Ordens der Immakulata.
Den Franziskanern der Immakulata gehören etwa 400 Mitglieder mit feierlicher Profess an, den Schwestern etwa 350. 120 Männer sind im Postulat. Die Franziskaner der Immakulata haben Klöster auf allen Kontinenten, in England, Frankreich, Indien, Italien, Portugal, Kasachstan, Nigeria, Benin, Brasilien, Kamerun, dem Tschad, den Philippinen, Argentinien, Australien und den Vereinigten Staaten. Im deutschsprachigen Raum sind die Franziskaner der Immakulata in Kitzbühel in Österreich ansässig. Das Mutterhaus befindet sich im italienischen Frigento, das Generalat in Rom.
Die Brüder sind nach dem Vorbild des Franziskaners und Märtyrers Maximilian Kolbe in der Mission tätig. Sie tragen einen blaugrauen Habit mit einem daran befestigten Abbild der „Wundertätigen Medaille“. Sie geben unter anderem eine periodisch erscheinende Missionszeitschrift heraus. Der Sakristeidienst an der päpstlichen Basilika Santa Maria Maggiore wird von einigen Ordensbrüdern geleistet.
Die Franziskaner der Immakulata benutzten ab Gründung den römischen Ritus in seiner nach dem Zweiten Vatikanischen Konzil vorgeschriebenen Form. Im Gefolge des Motu proprios Summorum Pontificum Papst Benedikts XVI. fasste das Generalkapitel 2008 den Beschluss, dass in Zukunft alle Priester des Ordens die Feier der heiligen Messe in der damals so genannten „außerordentlichen Form“ des römischen Ritus erlernen sollten. Durch Beschluss vom 20. November 2011 wurde hinsichtlich Messfeier und Stundengebet dem Ritus nach dem Missale von 1962 breiter Vorrang eingeräumt und in den Klöstern für Konventmessen verpflichtend. Ordensintern galt seither die „außerordentliche Form“ des Römischen Ritus, während der Orden in seinem pastoralen Wirken gegenüber den Gläubigen bi-rituell wurde, d. h. sowohl in der Normal- als auch in der Sonderform die heilige Messe zelebrierte.
Papst Benedikt XVI. galt als Förderer des Ordens, der seit dem Generalkapitel von 2008 eine Ausnahmestellung in der katholischen Kirche beanspruchte: Er war ordensintern altrituell, in der Seelsorge bi-rituell, unterstand aber nicht der Päpstlichen Kommission Ecclesia Dei, die für die altrituellen Gemeinschaften zuständig ist, sondern weiterhin der Ordenskongregation.
In der seit 2013 andauernden öffentlichen Diskussion über die Franziskaner der Immakulata und ihren Gründer geht es um Ritusfragen, katholischen Traditionalismus und von Ordensmitgliedern geübter Kritik an Person und Amtsführung von Papst Franziskus.

## Ordensgemeinschaft unter der Leitung von apostolischen Kommissaren
Nach Eingang einer Beschwerde von fünf Ordensmitgliedern über Leitungsstil, Vermögensverwaltung und gottesdienstliche Anweisungen des Generaloberen Manelli ordnete die zuständige Kongregation für die Ordensleute mit Dekret vom 5. Juli 2012 eine Apostolische (= Päpstliche) Visitation der Gemeinschaft durch einen Beamten der Rota Romana, Vito Angelo Todisco, an. Wenige Monate nach der Wahl von Papst Franziskus wurde die Ordensleitung – einschließlich des Gründers und Generaloberen Manelli – von der Ordenskongregation mit Zustimmung von Papst Franziskus ihrer Ämter enthoben und die Franziskaner der Immakulata per Dekret vom 3. Juli 2013 einem apostolischen Kommissar unterstellt.
Zum ersten Kommissar wurde der Kapuziner und Arzt Fidenzio Volpi, Generalsekretär der Vereinigung der höheren Ordensoberen Italiens (CISM), ernannt sowie mit allen nötigen Vollmachten ausgestattet. Diese Entscheidungen wurden am 11. Juli 2013 veröffentlicht und gleichzeitig mitgeteilt, dass Papst Franziskus angeordnet hatte, dass jeder Franziskaner der Immakulata entgegen dem Beschluss des Generalkapitels von 2008 verpflichtet ist, den Gottesdienst nach der Normalform des römischen Ritus zu feiern, und dass für den Gebrauch der Liturgie von 1962 durch einzelne Klöster oder Ordensleute die Genehmigung der zuständigen Vorgesetzten, konkret des Kommissars, einzuholen sei.
Zum Patronatsfest des Ordens am 8. Dezember 2013 richtete der apostolische Kommissar Volpi an die Mitglieder des ihm unterstehenden Instituts ein amtliches Schreiben, in dem er seine Aufgaben und deren bisherige Umsetzung beschreibt, zur Situation des Ordens Stellung nimmt und seine disziplinarischen Maßnahmen erläutert und begründet. Darin beklagt er Widerstände gegen seine von der vatikanischen Kongregation verfügte Tätigkeit als provisorischer Leiter des Ordens, die vielfältig zutage getreten seien und durch traditionalistische Gruppierungen und Einzelpersonen innerhalb und außerhalb der Kirche, darunter auch den Leiter der traditionalistischen Piusbruderschaft, Bischof Bernard Fellay, unterstützt und angefacht würden. Den Grund dafür sieht Volpi darin, „dass der Orden zum Schlachtfeld für einen Kampf zwischen unterschiedlichen Strömungen an der Kurie und vor allem der Opposition gegen das neue Pontifikat von Papst Franziskus geworden“ sei. Als Unterstützer dieser Linie sieht Volpi „keineswegs nur einfache Angestellte, gewöhnliche Hausfrauen und ganz normale Bauarbeiter‘, […] sondern auch Industrielle“ sowie „einflussreiche Journalisten“ aus dem Umkreis des ehemaligen italienischen Ministerpräsidenten Silvio Berlusconi.
Innerhalb des Instituts habe sich, bedingt durch den bisherigen Führungsstil, „eine große spirituelle Verarmung und psychologische Abhängigkeit offenbart, die mit jener ‚Freiheit der Kinder Gottes‘, welche die Voraussetzung für die Ganzhingabe an den Herrn durch die religiöse Weihe im Ordensleben darstellt, unvereinbar“ sei. So sei insbesondere „die Person des Gründers mit einer Art Aura der Unfehlbarkeit umgeben“ gewesen. Vor allem in der Ausbildung der Ordensbrüder habe es Missstände gegeben; auch sei die Ordensleitung ihrer Fürsorgepflicht teilweise nicht nachgekommen, sodass sehr junge und unerfahrene Brüder in weit abgelegenen Missionsgebieten, so auf den Philippinen, ohne Unterkunft auf sich allein gestellt geblieben seien.
Volpi beklagte zudem zweifelhafte Vermögensverschiebungen, Immobiliengeschäfte und Geldzahlungen, mit denen dem Gründer des Ordens, P. Stefano Manelli, nahestehende Personen („familiare“) unrechtmäßig begünstigt worden seien. In diesem Zusammenhang kritisierte er auch die Tätigkeiten der dem Orden angeschlossenen Laienverbände, deren Tätigkeit er suspendierte. Das ordensinterne Schreiben vom 8. Dezember 2013 wurde auf der Internetplattform der Franziskaner der Immakulata an die Öffentlichkeit gebracht. Der Anwalt der Familie Manelli stellte daraufhin Strafantrag gegen den apostolischen Kommissar. Volpi stimmte darauf am 12. Februar 2014 in einem Mediationsverfahren der römischen Rechtsanwaltskammer der Zahlung eines Schmerzensgeldes von € 20.000 an die Verwandten und der öffentlichen Erklärung zu, dass Familienangehörige („parenti“) des Stefano Maria Manelli „absolut nichts“ mit Besitz- oder Verfügungsumschreibungen von Immobilien des Ordens zu tun hätten. Als die Einigung öffentlich bekannt wurde, zog er sie zurück. Das Verfahren wegen Unregelmäßigkeiten endete im Juni 2013 mit einem Freispruch. Ein Richtersenat von Avellino stellte fest, dass sich weder Ordensgründer Manelli noch die Laienorganisationen des Ordens bereichert oder sonstiger Vergehen schuldig gemacht hatten. Gleichzeitig wurde die Rückerstattung des Immobilienbesitzes an die Laienorganisationen angeordnet, der aufgrund einer Eingabe des Kommissars 2013 von der Staatsanwaltschaft beschlagnahmt worden waren. Im Dezember 2015 wurde die Rückgabe des Immobilienbesitzes vom Obersten Gerichtshof bestätigt.
Kommissar Volpi ordnete ferner an, die Studienordnung des Ordens zu überarbeiten, alle an auswärtigen Standorten studierenden Junioren und Studenten im Mutterhaus zusammenzuziehen und sämtliche für Mitglieder des Ordens geplanten Weihen um ein Jahr zu verschieben. Er verlangte von allen Ordensmitgliedern, die Rechtmäßigkeit der Liturgie des römischen Ritus der katholischen Kirche und die Geltung der Dokumente des Zweiten Vatikanischen Konzils anzuerkennen, und verfügte, alle Mitglieder müssten eine Erklärung unterschreiben, mit der sie bestätigen, unter diesen Voraussetzungen in der Ordensgemeinschaft zu verbleiben. Für die Verwaltung der Güter des Ordens wurde ein neuer Verwalter bestellt. Außerdem hob P. Volpi die Laienvereinigungen Mission Immaculate Mediatrix (MIM) und Dritter Orden der Franziskaner der Immakulata (TOFI) vorläufig auf und verbot die Mitarbeit von Angehörigen des ihm unterstellten Männerordens an den Publikationen der mit dem Orden verbundenen Schwesterngemeinschaften, die seiner kommissarischen Leitung nicht unterstanden.
Gegen den Gründer und bisherigen Generaloberen, Stefano Maria Manelli, wurde und wird kirchenintern und staatsanwaltlich ermittelt. Ab Oktober 2013 befand er sich aufgrund schwerer Erkrankung in stationärer Behandlung in einer Privatklinik, wo er keine Besuche empfangen und keinen Schriftverkehr unterhalten durfte. Dies wurde durch Schreiben des kommissarischen Ordensleiters vom 18. November 2013 durch ein kirchenrechtliches Verbot ergänzt, das seinen Kontakt zur Außenwelt auf medizinische Notwendigkeiten beschränkt. Manelli wohnte anschließend zunächst im Konvent der Franziskanerinnen der Immakulata in San Giovanni Rotondo (Provinz Foggia), kehrte kurzfristig (21. November – 29. Dezember 2015) in das Mutterhaus zu Frigento zurück und lebt gegenwärtig in San Giovanni Rotondo zur Behandlung in der „Casa Sollievo della Sofferenza“.
Der apostolische Kommissar Fidenzio Volpi OFMCap starb unerwartet am 7. Juni 2015 an den Folgen eines Hirnschlages. Zu seinem Nachfolger wurde unverzüglich Pater Sabino Ardito SDB bestellt. Er wird unterstützt durch die Patres Gianfranco Ghirlanda SJ und Carlo Calloni OFMCap.
Per Dekret der vatikanischen Kongregation für die Ordensleute vom 12. Oktober 2015 wurden nach einer vorausgehenden apostolischer Visitation auch die Franziskanerinnen der Immakulata (Suore Francescane dell'Immacolata) unter kommissarische Verwaltung gestellt und mit der Leitung des Frauenordens einstweilen die Schwestern Noris A. Calzavara, Paola Teresita Filippi und Viviana Ballarin OP beauftragt.
Mit Dekret vom 19. Oktober 2015 wurden die Mitglieder der Institute der Franziskaner und der Franziskanerinnen der Immakulata sowie alle sonst Betroffenen von den ihnen abverlangten privaten Gelübden gegenüber der Person des Ordensgründers und früheren Generaloberen Manelli entbunden.
Am 2. März 2016 erstattete Ordensgründer Manelli Strafanzeige wegen Verleumdung und Bildung einer kriminellen Vereinigung zum Schaden des Ordens. Dieser Schritt sei "notwendig geworden zum Schutz der zahlreichen Ordensbrüder und -schwestern gegen eine anhaltende Verleumdungskampagne" zuletzt im Zusammenhang mit den "Sondergelübden" von Ordensangehörigen. Die Anzeige richtet sich gegen drei aktive und ehemalige Ordensschwestern, sechs Priester und zwei Laien. Unter den Priestern befindet sich Pater Alfonso Bruno, der vom apostolischen Kommissar Volpi zum Generalsekretär des Ordens ernannt wurde. Er wird von Kritikern der vatikanischen Maßnahmen als "Kopf" hinter der Aktion gegen Ordensgründer Manelli gesehen.